# Championnat d'Espagne féminin de football 2023-2024
 (février 2024).
Navigation
Édition précédente Édition suivante
La saison 2023-2024 de Primera División Femenina, est la trente-sixième édition du championnat d'Espagne féminin de football. La compétition est organisée par la LPFF. 
Le FC Barcelone est le tenant du titre.
La compétition devait initialement débuté le 8 septembre 2023, mais le début du championnat est perturbé par une grève des joueuses, en raison d'une absence d'un accord avec les instances concernant l'amélioration de leurs conditions salariales. De ce fait, la 1re journée de championnat est reportée et se dispute après les 2 premières journées.

## Organisation
La compétition est disputée par 16 équipes qui s'affrontent chacune deux fois (un match sur le terrain de chaque équipe) selon un ordre préalablement établi par tirage au sort.
Les équipes marquent des points en fonction de leurs résultats : 3 points par match gagné, 1 pour un match nul et 0 pour les défaites. Le club qui accumule le plus de points à la fin du championnat est proclamé champion d'Espagne et obtient une place dans la Ligue des champions féminine pour la saison suivante.
Les deux derniers classés sont relégués en deuxième division.

## Participantes
| \| Madrid: Atlético de Madrid Madrid CFF Real Madrid Athletic Club FC Barcelone SD Eibar Grenade CF SC Huelva Levante UD Levante Las Planas Madrid Real Sociedad Séville FC Real Betis UD Tenerife Valence CFF Villarreal CF \| Localisation des clubs engagés. |
| Madrid: Atlético de Madrid Madrid CFF Real Madrid Athletic Club FC Barcelone SD Eibar Grenade CF SC Huelva Levante UD Levante Las Planas Madrid Real Sociedad Séville FC Real Betis UD Tenerife Valence CFF Villarreal CF                                       |

| Pos. | Reléguées en deuxième division |
| ---- | ------------------------------ |
| 15e  | Alhama CF                      |
| 16e  | Deportivo Alavés               |

| Pos. | Promues en première division |
| ---- | ---------------------------- |
| 2e   | SD Eibar                     |
| 5e   | Grenade CF                   |

| Club                                 | Ville           | Stade                              | Capacité | Classement 2022-2023 |
| ------------------------------------ | --------------- | ---------------------------------- | -------- | -------------------- |
| Futbol Club Barcelona                | Barcelone       | Stade Johan-Cruyff                 | 6 000    | 1er                  |
| Real Madrid Club de Fútbol           | Madrid          | Stade Alfredo-Di-Stéfano           | 6 000    | 2e                   |
| Levante Unión Deportiva              | Valence         | Ciudad Deportiva de Buñol          | 3 000    | 3e                   |
| Club Atlético de Madrid              | Madrid          | Centro Deportivo Wanda             | 2 700    | 4e                   |
| Madrid Club de Fútbol Femenino       | Madrid          | Stade Fernando-Torres              | 6 000    | 5e                   |
| Unión Deportiva Costa Adeje Tenerife | Adeje           | Campo Municipal de Adeje           | 1 200    | 6e                   |
| Sevilla Fútbol Club                  | Séville         | Stade Jesús Navas                  | 7 500    | 7e                   |
| Real Sociedad                        | Saint-Sébastien | Instalaciones de Zubieta           | 2 500    | 8e                   |
| Valencia Club de Fútbol Femenino     | Valence         | Estadio Antonio Puchades           | 3 000    | 9e                   |
| Athletic Club                        | Bilbao          | Instalaciones de Lezama            | 3 200    | 10e                  |
| Fútbol Club Levante Las Planas       | Sant Joan Despí | Campo de Fútbol Las Planas         | 1 000    | 11e                  |
| Real Betis Balompié                  | Séville         | Ciudad Deportiva Luis del Sol      | 1 300    | 12e                  |
| Sporting Club de Huelva              | Huelva          | Stade Antonio Toledo               | 1 300    | 13e                  |
| Villarreal Club de Fútbol            | Vila-real       | Ciudad Deportiva del Villarreal CF | 5 000    | 14e                  |
| Sociedad Deportiva Eibar             | Eibar           | Stade municipal d'Ipurua           | 8 164    | 2e (PF)              |
| Granada Club de Fútbol               | Grenade         | Ciudad Deportiva del Granada CF    | 600      | 5e (PF)              |

## Compétition

### Classement
Le classement est établi sur le barème de points classique (victoire à 3 points, match nul à 1, défaite à 0).
Pour départager les égalités, on tient d'abord compte des points en confrontations directes, puis de la différence de buts en confrontations directes, puis de la différence de buts générale, puis du nombre de buts marqués et enfin du nombre de points de fair-play.
| Rang | Équipe                | Pts | J  | G  | N  | P  | Bp  | Bc | Diff |
| ---- | --------------------- | --- | -- | -- | -- | -- | --- | -- | ---- |
| 1    | FC Barcelone T S C C1 | 88  | 30 | 29 | 1  | 0  | 137 | 10 | +127 |
| 2    | Real Madrid           | 73  | 30 | 24 | 1  | 5  | 74  | 33 | +41  |
| 3    | Atlético de Madrid    | 61  | 30 | 18 | 7  | 5  | 53  | 22 | +31  |
| 4    | Levante UD            | 60  | 30 | 17 | 9  | 4  | 59  | 28 | +31  |
| 5    | Athletic Club         | 53  | 30 | 17 | 2  | 11 | 38  | 37 | +1   |
| 6    | Madrid CFF            | 50  | 30 | 15 | 5  | 10 | 61  | 54 | +7   |
| 7    | Séville FC            | 44  | 30 | 13 | 5  | 12 | 53  | 55 | -2   |
| 8    | Real Sociedad         | 36  | 30 | 9  | 9  | 12 | 40  | 55 | -15  |
| 9    | UD Tenerife           | 32  | 30 | 8  | 8  | 14 | 35  | 48 | -13  |
| 10   | SD Eibar P            | 31  | 30 | 8  | 7  | 15 | 22  | 48 | -26  |
| 11   | Real Betis            | 30  | 30 | 8  | 6  | 16 | 31  | 69 | -38  |
| 12   | Valence CF            | 29  | 30 | 8  | 5  | 17 | 35  | 64 | -29  |
| 13   | Levante Las Planas    | 28  | 30 | 6  | 10 | 14 | 38  | 58 | -20  |
| 14   | Grenade CF P          | 27  | 30 | 8  | 3  | 19 | 33  | 58 | -25  |
| 15   | Villarreal CF         | 25  | 30 | 6  | 7  | 17 | 26  | 52 | -26  |
| 16   | SC Huelva             | 9   | 30 | 2  | 3  | 25 | 20  | 63 | -43  |

Qualifications européennes
Ligue des champions 2024-2025
- 1er : phase de groupes
- 2e : deuxième tour de qualification
- 3e : premier tour de qualification

Relégation en Primera Federación 2024-2025
- 15e et 16e : relégation

Abréviations
- T : Tenant du titre
- C : Vainqueur de la Coupe de la Reine 2023-2024
- S : Vainqueur de la Supercoupe d'Espagne 2023-2024
- C1 : Vainqueur de la Ligue des champions 2023-2024
- P : Promus de Primera Federación 2022-2023

### Résultats
| Résultats (▼dom., ►ext.)                                   | ATH | ATM | BAR | BET | EIB | GRE | HUE | LEV | LLP | MAD | RMA | RSO | SEV | TEN | VAL | VIL |
| Athletic Club                                              |     | 1-0 | 0-4 | 1-0 | 2-0 | 1-0 | 3-0 | 1-0 | 4-1 | 1-2 | 0-1 | 2-1 | 2-1 | 4-1 | 2-0 | 1-0 |
| Atlético de Madrid                                         | 3-0 |     | 0-1 | 5-1 | 3-0 | 2-0 | 1-0 | 0-1 | 3-1 | 1-1 | 1-1 | 1-1 | 2-1 | 1-0 | 1-0 | 1-0 |
| FC Barcelone                                               | 7-0 | 2-0 |     | 5-1 | 5-0 | 6-1 | 4-0 | 1-1 | 9-1 | 8-0 | 5-0 | 3-0 | 8-0 | 7-0 | 6-0 | 5-1 |
| Real Betis                                                 | 1-0 | 0-2 | 0-6 |     | 0-0 | 2-3 | 3-1 | 0-4 | 1-0 | 0-0 | 1-4 | 0-0 | 1-1 | 1-0 | 2-2 | 1-0 |
| SD Eibar                                                   | 0-2 | 1-1 | 0-4 | 3-2 |     | 0-2 | 1-0 | 0-0 | 1-2 | 1-6 | 0-1 | 0-2 | 3-0 | 0-1 | 1-0 | 0-0 |
| Grenade CF                                                 | 2-0 | 0-1 | 1-4 | 2-3 | 1-2 |     | 0-1 | 0-3 | 0-1 | 3-0 | 2-5 | 2-1 | 2-2 | 2-1 | 0-1 | 1-2 |
| SC Huelva                                                  | 1-2 | 0-2 | 1-2 | 1-3 | 0-1 | 2-1 |     | 1-1 | 1-2 | 1-3 | 1-4 | 1-2 | 1-3 | 1-2 | 1-3 | 0-1 |
| Levante UD                                                 | 1-2 | 1-1 | 0-5 | 7-0 | 3-0 | 2-2 | 2-0 |     | 1-1 | 3-0 | 2-4 | 4-3 | 2-0 | 1-0 | 3-1 | 2-1 |
| Levante Las Planas                                         | 2-1 | 1-1 | 2-4 | 1-2 | 1-1 | 1-2 | 1-1 | 1-1 |     | 3-4 | 0-2 | 0-2 | 1-2 | 3-1 | 3-0 | 1-1 |
| Madrid CFF                                                 | 2-1 | 1-4 | 0-2 | 3-1 | 1-2 | 1-0 | 2-1 | 0-1 | 2-1 |     | 0-1 | 2-3 | 3-3 | 3-2 | 6-1 | 2-0 |
| Real Madrid                                                | 1-0 | 2-3 | 0-3 | 5-1 | 1-0 | 5-0 | 5-2 | 1-2 | 2-1 | 2-1 |     | 7-1 | 1-3 | 2-1 | 7-1 | 1-0 |
| Real Sociedad                                              | 0-1 | 0-2 | 1-7 | 2-1 | 3-1 | 1-1 | 1-1 | 1-1 | 2-2 | 1-1 | 1-2 |     | 1-2 | 3-3 | 2-0 | 1-0 |
| Séville FC                                                 | 1-1 | 1-1 | 0-3 | 6-0 | 3-0 | 1-0 | 2-0 | 1-3 | 3-0 | 1-5 | 0-1 | 4-2 |     | 5-1 | 1-2 | 3-1 |
| UD Tenerife                                                | 1-1 | 2-1 | 0-2 | 1-0 | 1-1 | 2-0 | 2-0 | 0-1 | 1-1 | 2-2 | 1-2 | 0-1 | 5-0 |     | 1-0 | 1-1 |
| Valence CF                                                 | 1-2 | 1-6 | 0-3 | 2-2 | 0-2 | 4-1 | 2-0 | 1-1 | 1-1 | 3-4 | 0-2 | 3-0 | 3-1 | 1-1 |     | 0-1 |
| Villarreal CF                                              | 3-0 | 1-3 | 0-6 | 2-1 | 1-1 | 1-2 | 2-0 | 0-5 | 2-2 | 1-4 | 0-2 | 1-1 | 1-2 | 1-1 | 1-2 |     |
| - Victoire à domicile - Match nul - Victoire à l'extérieur |     |     |     |     |     |     |     |     |     |     |     |     |     |     |     |     |

## Statistiques
| Rang | Joueuse                | Club               | Buts | MJ | Ratio |
| ---- | ---------------------- | ------------------ | ---- | -- | ----- |
| 1    | Caroline Graham Hansen | FC Barcelone       | 21   | 25 | 0,84  |
| 2    | Salma Paralluelo       | FC Barcelone       | 20   | 19 | 1,05  |
| 3    | Cristina Martín-Prieto | Séville FC         | 17   | 29 | 0,59  |
| 4    | Alba Redondo           | Levante UD         | 16   | 26 | 0,62  |
| 5    | Synne Jensen           | Real Sociedad      | 14   | 28 | 0,50  |
| 6    | Signe Bruun            | Real Madrid        | 13   | 25 | 0,52  |
| 6    | Sheila Guijarro        | Atlético de Madrid | 13   | 29 | 0,45  |
| 6    | Claudia Pina           | FC Barcelone       | 13   | 29 | 0,45  |
| 9    | Gabi Nunes             | Levante UD         | 11   | 28 | 0,39  |
| 9    | Anita Marcos           | Valence CF         | 11   | 28 | 0,39  |

| Rang | Joueuse                | Club               | Passes | MJ | Ratio |
| ---- | ---------------------- | ------------------ | ------ | -- | ----- |
| 1    | Caroline Graham Hansen | FC Barcelone       | 19     | 25 | 0,76  |
| 2    | Aitana Bonmatí         | FC Barcelone       | 11     | 24 | 0,46  |
| 3    | Mariona Caldentey      | FC Barcelone       | 9      | 28 | 0,32  |
| 4    | Olga Carmona           | Real Madrid        | 8      | 27 | 0,30  |
| 4    | Eva Navarro            | Atlético de Madrid | 8      | 28 | 0,29  |
| 4    | Karen Araya            | Madrid CFF         | 8      | 30 | 0,27  |
| 7    | Naomie Feller          | Real Madrid        | 7      | 27 | 0,26  |
| 7    | Rinsola Babajide       | Madrid CFF         | 7      | 30 | 0,23  |
| 9    | Rosa Otermín           | Séville FC         | 6      | 27 | 0,22  |
| 9    | Rasheedat Ajibade      | Atlético de Madrid | 6      | 30 | 0,20  |

## Bilan de la saison
| Championnat d'Espagne féminin de football 2023-2024 |                         |
| Champion                                            | FC Barcelone (9e titre) |
| Dauphin                                             | Real Madrid             |
| Coupes et trophées                                  |                         |
| Vainqueur de la Coupe d'Espagne 2023-2024           | FC Barcelone            |
| Vainqueur de la Supercoupe d'Espagne 2023-2024      | FC Barcelone            |
| Qualifications continentales                        |                         |
| Ligue des champions 2024-2025                       | FC Barcelone            |
| Ligue des champions 2024-2025                       | Real Madrid             |
| Ligue des champions 2024-2025                       | Atlético de Madrid      |
| Promotions et relégations                           |                         |
| Promus en Liga F                                    | Deportivo Abanca        |
| Promus en Liga F                                    | Espanyol de Barcelone   |
| Relégués en Primera Federación                      | Villarreal CF           |
| Relégués en Primera Federación                      | SC Huelva               |

## Parcours en Ligue des champions
Le parcours des clubs espagnols en Ligue des champions est important puisqu'il détermine le coefficient UEFA de l'Espagne, et donc le nombre de clubs espagnols présents dans la compétition européenne les années suivantes.
| Club           | Résultat                  | Ultime(s) adversaire(s) | Ultime(s) adversaire(s) | Ultime(s) adversaire(s) |
| -------------- | ------------------------- | ----------------------- | ----------------------- | ----------------------- |
| FC Barcelone T | Vainqueur                 | Olympique lyonnais      | Olympique lyonnais      | Olympique lyonnais      |
| Real Madrid    | Phase de groupes          | Chelsea FC              | BK Häcken               | Paris FC                |
| Levante UD     | 1er tour de qualification | FC Twente               | FC Twente               | FC Twente               |